# Stazione di Bagnolo Mella
La stazione di Bagnolo Mella è una stazione ferroviaria posta lungo la ferrovia Brescia-Cremona, a servizio dell'omonima città.

## Storia
La stazione fu attivata il 15 dicembre 1866 contemporaneamente alla tratta Olmeneta–Brescia, che completava la linea Pavia–Cremona–Brescia.

## Strutture e impianti
La stazione è fornita di un fabbricato viaggiatori a 2 piani, costruito nel classico stile delle Strade Ferrate Meridionali, che costruirono la linea e la esercirono fino al 1868.

## Movimento
La stazione è servita da treni regionali svolti da Trenord nell'ambito del contratto di servizio stipulato con la Regione Lombardia, cadenzati a frequenza oraria.

## Interscambi
Tra il 1914 e il 1936, presso la stazione era presente l'analogo impianto posto lungo la tranvia Brescia-Ostiano.